# Банкомат
Банкомат (енг. cash dispenser, automated teller machine – ATM, нем. Geldautomat, Bankautomat) је машина за издавање готовине са текућих рачуна банке електронским путем. Штеди време, смањује гужве и трошкове на банковним шалтерима.
Може се махом користити цео дан (24 сата). Поставља га банка у својим просторима, али и на отвореном. Користи се убацивањем дебитне картице или кредитне картице са личним идентификационим кодом, уношењем тајне шифре (ПИН) и траженог (допуштеног) износа. Корисник комуницира са банкоматом на домаћем језику или на енглеском. Новији банкомати омогућавају замене валута и друге операције.

## Историја
Човек који је 1939. године први дошао на идеју да узима паре са свог рачуна помоћу машине био је Лутер Џорџ Симјиан. Његовом идејом се одушевила банка "Ситикорп" и понудила ту услугу својим клијентима. Није прошло ни пола године, а банка је објавила да престаје с пројектом због недостатка интересовања клијената за услугу. 
Дуго после тога нико није био заинтересован за тај пројекат. Тек је 1967. банка "Берклиз" у Лондону инсталирала банкомат, који је означио развој и ширење банкомата по целом свету. Та машина за новац имала је једну непогодност - користиле су се једнократне картице увек на тачан износ од десет фунти. Недуго потом, ваучери су замењени пластичним картицама које су се враћале корисницима поштом да би их могли поново користити. То је била прва генерација банкомата која је функционисала, а први банкомати те врсте били су инсталирани у Француској, Шведској и Швајцарској, а две године касније и у САД те Јапану.
Друга генерација банкомата - претеча садашњих - потиче из 1972. године. Ради се о IBM-овим банкоматима повезаним средишњим рачунаром, који су користили картицу с магнетним записом каква је у употреби још и данас. Банкомати се од тада у техничко-технолошком погледу нису превише мењали, а њихова основна улога, то јест исплата готовине, и данас је остала њихова главна функција.
Новину, која је је банкомате подигла на виши степен, увео је годину дана касније Доналд Вецел у тексашком граду Далас. Људи од тада могу да користе банкомате за најосновнију функцију - да узму било коју суму, наравно уколико је имају на рачуну. 
Савремена генерација банкомата може се поделити у две групе:
-софистицираније, у правилу сложене и скупе са ширим спектром подржаних услуга;
-једноставне, са примарном функцијом исплате готовине и још неким елементарним функцијама (увид у стање рачуна картице, промена ПИН-а, налог за пренос, продаја бонова и слично).
Прва врста је у основи више намењена стварању зараде, а други су, у ствари, замишљени за растерећење пословница и брже трансакције. Заправо, једни и други се продају под називом АТМ, што упућује на њихову основну функцију - аутоматизацију шалтера.

## Банкомати код нас
Основни повод увођења банкомата код нас био је нагли раст масовних, претежно рутинских трансакција на шалтерима банке, међу којима су превладавале исплате готовине. Иницијатива је покренута у тадашњем Сектору информатике, где су се и иначе пратила технолошка и информатичка достигнућа те у тесној сарадњи са, такозваним производним секторима, тражила њихова могућа примена у пракси. Сваку добро образложену и разрађену идеју у правилу је прихватила и одобрила тадашња Управа, па је и пројекат банкомата добио зелено светло.
Искуства су се показала као добрима: клијенти су врло брзо прихватили нову услугу, редови пред шалтерима знатно су се смањили. Једном речју, сви су били задовољни и то се брзо прочуло. Недуго након тога и друге су банке почеле са уградњом својих банкомата.

## Предности коришћења банкомата
Основна предност коју коришћење банкомата пружа клијентима је доступност расположиве услуге 24 сата дневно сваког дана. Дакле, без обзира да ли је реч о подизању готовине, упиту о стању рачуна или некој другој услузи подржаној на банкомату, клијент ју може обавити када то њему највише одговара, независно о радном времену банке или најближе пословнице. Надаље, клијент добија брзу услугу, а предности коришћења за банке су бројне. Пре свега, банке су увођењем банкомата "аутоматизовали" једну од најбројнијих шалтерских трансакција - исплату готовине, и на тај начин омогућиле својим клијентима брзу и једноставну самоуслугу, а своје пословнице растеретиле дела, такозваних рутинских трансакција. Тако су створиле предуслове за квалитетнију понуду сложенијих производа и саветодавних услуга.
Потребно је нагласити да су увођењем банкомата - иако се ради о значајним улагањима - банке створиле предуслове за смањење трошкова пословања. Наведено се најбоље може показати на примеру чека. Наиме, исплата готовине у правилу се обавља чеком (или неким другим папирним платним инструментом) на шалтеру матичне или неке друге банке или поште. Стога није тешко израчунати, такозване опортунитетне добитке путем остварених уштеда, а које се примарно огледају у "ослобађању" кадровских ресурса за квалитетније послове саветодавног или продајног карактера.
Осим уштеда, банке су у банкоматима препознале и могућности остваривања зараде првенствено од услуга корисницима картица других домаћих или иностраних банака, могућности упита о расположивом ограничењу по картици или стању рачуна на који је везана одређена картица, могућности преноса новца са једног на други предефинисани рачун у банци, могућности коришћења депозитне функције и слично.
Банкомати су препознати као нужни и незамењиви део понуде услуга банака како у својој примарној функцији исплате готовине и упита о стању рачуна тако и у низу других, још недовољно исцрпљених могућности. Но оно што је банкама сигурно најважније је брза и квалитетна услуга клијента када и где он то жели. Задовољство клијента је основни покретач увођења и развоја понуде банкарских услуга путем банкомата.

### Одустајање од старих навика
Искуства у коришћењу банкомата у Републици Хрватској више су него добра, а искуства западноевропских земаља потврдила су се и код нас. Банкомати су постали неизоставни део понуде сваке банке која бар и мало пажње у својој стратегији посвећује пословима са становништвом. Једноставност руковања и брзина добијене услуге основни су адути који утичу на корисничко прихватање банкомата. Корисници картица брзо су препознали ове предности, па је увођењем банкомата број трансакција на њима нагло порастао, док се истовремено број исплата готовине на шалтерима банака и пошта значајно смањивао. Пример Ријечке банке показује да се већ у првих неколико година функционисања садашње банкоматске мреже број исплата на шалтерима више него преполовио. Иако се тај број и даље смањује, тренд је ипак нешто успоренији, што је последица чињенице да један део, претежно корисника старије доби, теже прихваћа услуге темељене на технологији или даје предност традиционалном начину комуницирања са банком. Квалитетна едукација може и на том подручју дати добре резултате, премда треба имати на уму да ће увек 1, макар и мали проценат корисника остати веран шалтеру и исплати новца "лицем у лице“. 
Циљ је сваке банке да обезбеди клијентима највишу могућу расположивост услуге на банкомату што би у идеалном случају износило 24 часа дневно свих 365 дана у години. Наравно да су извесна одступања од тога неизбежна, а односе се на време неопходно за опслуживање банкомата, без обзира ради ли се о његову редовном пуњењу/допуњавању или превентивном и редовном одржавању и сличном. Овакви застоји су нужни, али се квалитетно постављеним праћењем, стручним особљем и добром организацијом опслуживања могу свести у рационалне оквире. Зато је квалитетно праћење банкомата с циљем тренутне акције и реакције један од основних предуслова њихове максималне расположивости.
Квалитативно се променио начин располагања готовином која се обимније задржава у финансијским токовима привреде, што је добро за његов развој и функционисање. Банке су растеретиле своје шалтере и смањиле трошкове. Не треба губити из вида и погодности те услуге за стране грађане који су опремљени картицама и знају се користити банкоматима, а та се услуга наплаћује њима. То доприноси и развоју туристичке услуге и укупном угледу туристичке понуде.
Грађани су растерећени неугодних чекања на шалтерима банака и то време могу боље користити за своје потребе. Осим тога, не подижу одједном већу количину готовине која, док је на рачуну у банци, доприноси кроз камату. Уз то, грађани су смањили и ризик од отуђења или губитка веће количине готовине. Додатне погодности су и могућност подизања новца када се затекну у иностранству где има банкомата. На банкоматима, осим подизања готовине, грађани користе и друге услуге које су, у правилу, непрекидно доступне. Банкомати и картице свакако доприносе промени навика коришћења банковних услуга на рационалнији начин.
Банке су међусобно повезане технички па је с картицом једне банке могуће обављати трансакције на банкоматима других банака. Таква умреженост је глобалне природе, што картици придаје и међународни значај, то јест могућност коришћења на више од милион банкомата у свету. Банке су своје међусобне финансијске и друге односе у том делу решиле међусобним билатералним или мултилатералним споразумима и уговорима, а сва значајна питања везана уз развој и унапређење картичног пословања договарају и решавају путем заједничких тела.
Број банкомата сигурно ће наставити да расте готово несмањеним темпом. Иако постоје размишљања да ће у наредном периоду доћи до знатно успоренијег пораста броја банкомата како због високих инвестиционих и оперативних трошкова тако и због прогнозираног засићења тржишта те све бржег развоја осталих електронских канала дистрибуције. Главни аргументи у прилог овим пројекцијама су несмањена потражња за банкоматским услугама, јака конкуренција између банака и њихових мрежа те рационализација трошкова традиционалне пословне мреже банака.

### Безбедност при коришћењу картице
Треба разликовати две врсте картица - кредитне картице и дебитне картице. Свака од њих има придружена правила безбедности чувања и коришћења. Када је реч о коришћењу на банкоматима, мере безбедности су исте. У правилу, картице се могу користити само уз лични идентификациони број којег популарно називамо ПИН, а који се најчешће састоји од четири бројке које, уз глобално јединствен број картице, твори посебну комбинацију познату само имаоцу картице.
Док је број картице видљив, ПИН је невидљив, јер је у меморији носиоца картице. Понеки корисници картице тешко памте свој ПИН и знају га имати написаног поред картице, па чак и на самој картици што је крајње неприхватљиво са становишта препорука банке и врло ризично за власника. Да би се њима изашло у сусрет, на банкоматима се нуди могућност промене добијеног ПИН-а са неким другим бројем који ће се лакше памтити. У том случају треба избегавати комбинације бројки које могу асоцирати на имаоца (телефонски број, датум рођења и слично).
Ниво безбедности коришћења картице је врло висока уколико се корисник картице држи препорука банке која такође не зна ПИН нити га има сачуваног. Уколико ималац изгуби ПИН, банка ће му издати нови, јер не зна бројеве изгубљеног ПИН-а.
Банкомат је такође сигуран и не греши код исплате готовине. Има уграђене вишеструке надзорне системе и уколико нешто није у реду, он се блокира.

## Коришћење банкомата - све неопходне информације
На банкоматима пословних Банака могуће је користити следеће услуге:
- Подизање готовине платним картицама
- Провера износа расположивих средстава
- Допуна препаид кредита
- Извод по рачуну, могућност прегледа последњих 10 трансакција по рачуну
Банкомат је спреман да обави услугу коју клијент одабере, уколико на банкомату светли контролна зелена лампица, која се налази на месту где се убацује картица, на начин и у смеру који је приказан на банкомату. Уколико је картица убачена у одговарајућем смеру, добија се порука да је могуће изабрати језик којим ћете се служити - српски или енглески језик.
Потом, клијент уноси ПИН - лицни идентификациони број који је добио приликом преузимања картице. Притиска тастер поред екрана за опцију "Потврди“. Уколико је погрешно укуцан ПИН, на екрану ће добити поруку "Погрешан ПИН, покушајте поново“. Потребно је водити рачуна да је дозвољено два пута погрешити, трећи пут ће банкомат задржати картицу.
Уколико је ПИН исправно унет, биће понуђене следеће опције:
1. Подизање готовине
2. Износ расположивих средстава
3. Пре паид допуна
4. Извод по рачуну

### Подизање готовине
Након што је унет ПИН и изабрана опција "Подизање готовине", на екрану ће се појавити порука "Изаберите жељени износ" са понуђеним фиксним износима за подизање или опцијом други износ.
ФИКСНИ - уколико се подиже један од понуђених износа, потребно је притиснути тастер поред означеног износа (стрелица на екрану поред жељеног износа указује на тастер који треба притиснути).
ДРУГИ ИЗНОС - уколико понуђени износи не одговарају, опцијом "Други износ", може се унети износ који се жели подићи, с тим да износ мора бити дељив са 500 или 200, зависно од банке.
Уколико је укуцан погрешан износ, исправка се врши притиском на тастер "Исправка" поред екрана. У том случају, могуће је поново унети жељени износ.
Уколико погрешан износ није потврђен, број је могуће избрисати притиском на тастер "Clear" који се налази на тастатури.
Када је унет жељени износ, потребно га је потврдити притиском на тастер "Потврди" који се налази поред екрана или притиском на тастер "Ентер" на тастатури. На тај начин захтев за реализацију је покренут.
Уколико је исплата одобрена, картица ће бити враћена. Тада треба извући картицу.
На банкоматима већине банака максималан износ појединачне трансакције је 20.000,00 РСД, односно 20 новчаница. Банкомат исплаћује новчанице у апоенима од 200 РСД, 500,00 РСД и 1.000,00 РСД. Уколико банкомату недостају новчанице у апоенима од 1.000,00 РСД, максималан могући износ трансакције биће 10.000,00 РСД, односно 20 новчаница у апоенима од 500,00 РСД. Када до овога дође, за подизање већег износа потребно је тражити исплату више пута.

### Износ расположивих средстава
Уколико је изабрана опција "Износ расположивих средстава" притиском на тастер поред екрана, захтев за реализацију захтева је покренут. По завршетку, банкомат ће вратити картицу (коју је могуће извући када се појави зелена лампица изнад отвора у који је претходно убачена картица), а затим ће издати штампано обавештење о расположивим средствима на траженом рачуну.

### Допуна пре паид рачуна
Избором опције "Пре паид допуна" појављује се екран где клијент бира Мобилног оператера на чији број жели да уплати допуну. Банкомат затим даје опције избора дефинисаних износа за допуну или уноса било ког износа допуне - опција "Други износ", чиме се клијентима (минимум по трансакцији је 200, а максимум 5.000 РСД). Након уноса или избора износа пре паид допуне, клијент уноси број телефона за допуну у формату 06xxxxxxx (без размака и знакова), рачун за који је везана картица се задужује за износ допуне, банкомат штампа слип са подацима о трансакцији, а кориснику чији је број допуњен стиже СМС порука.
Допуне препаид кредита је нова функционалност на банкоматима Банке и могу да је користе сви корисници дебитних и кредитних платних картица (ову опцију не пружају све банке на тржишту).

### Извод по рачуну
Поједине банке нуде клијентима и опцију извода по текућем рачуну. Поред напред наведених опција постоји и опција на екрану за тражење извода по рачуну. Овај извод се добија у виду слип-а (папирни рачун који излази из банкомата) и обично садржи до 10 последњих трансакција. Клијенти на овај начин не морају да чекају редове у банци нити да имају у коришћењу он лине банкинг, и добијају све неопходне информације у вези са прометом по рачуну.
Предности:
- услуга је бесплатна
- доступна је корисницима свих мрежа мобилних оператера у Србији (МТС, ВИП, Теленор)
- препаид допуну на банкоматима могу да уплате сви корисници ДинаКард платних картица:
- основних и додатних
- дебитних и кредитних
- физичка и правна лица
- допуна препаид кредита може да се изврши како за сопствени тако и за било који други број у оквиру поменутих мрежа
- банкомат пружа могућност избора дефинисаних износа допуне, као и могућност уноса износа за допуну
- након извршења трансакције банкомат штампа слип са свим подацима о препаид допуни
- кориснику чији је број допуњен стиже СМС порука
- по извршењу трансакције, директно се задужује рачун за који је везана картица (текући или кредитни) и то само за износ тражене допуне, јер Банка не наплаћује провизију за наведену услугу.

### Плаћање рачуна путем бар код читача
На банкоматима појединих банака, корисницима дебитних и кредитних платних картица омогућено је коришћење услуге плаћања рачуна (нпр. Инфостан-а и Електродистрибуције Београд).
Бар-код читач функционише по принципу очитавања података који су уписани на бар коду; у случају да за одређене рачуне постоји попуст уколико се плаћање изврши до рока наведеног на уплатници, попуст ће бити аутоматски урачунат, тј. одузет од укупног износа са уплатнице. У бар коду Инфостан-а износ је дефинисан и не може да се мења (износ са уплатнице је износ који се плаћа) док код ЕДБ-а постоји могућност уноса жељеног износа.
Предности:
- услуга је бесплатна
- плаћање путем читача бар кодова на банкоматима могу да обављају сви корисници ДинаКард платних картица:
- основних и додатних
- дебитних и кредитних
- клијенти КБЦ Банке и корисници ДинаКард картица свих осталих банака
- физичка и правна лица
- по извршењу трансакције, директно се задужује рачун за који је везана картица (текући или кредитни) и то само за износ који уплате
- као потврду о успешно обављеној трансакцији, банкомат штампа слип са свим подацима о трансакцији.
- Коришћење ове услуге не подразумева пријављивање или подношење захтева.

### Кеш ин банкомат
Кеш-ин банкомат је нови вид банкомата на нашем тржишту који, осим класичних услуга подизања готовине и информације о износу расположивих средстава, пружа могућност уплате готовог новца путем ДИНА и ВИСА картица. Корисницима је омогућено да врше уплате 24 сата дневно, 7 дана у недељи. На врло једноставан начин, уплаћена средства се тренутно пребацују на рачун и одмах су на располагању, а извештај о уплати добија се по завршетку трансакције. Клијенти имају могућност уплате готовине у корист:
- Текућег рачуна или кредитне парије за кориснике ДИНА или ВИСА кредитних картица

### Задржана картица на банкомату
Ово је можда и једна од најнезгоднијих ствари које могу да се десе поготово ако банка не ради, а кориснику су хитно потребна средства.
Картица ће бити задржана ако:
- је погрешно унет ПИН више од три пута за редом (на истом или на различитим банкоматима)
- је истекао рок важења картице
- је картица у статусу украдена/изгубљена
- картица није активирана
- није узета картицу из банкомата у року од 30 секунди
У случају да је банкомат задржао картицу, корисник ће контактирати банку издаваоца картице, како би се покренула процедура враћања и деблокаде картице.

### Савети за спречавање злоупотребе картице на банкомату
- Приликом приласка банкомату, потребно је да клијент припреми картицу и ПИН и води рачуна да нико не види његов ПИН
- Клијенту је потребно препоручити да пажљиво осмотри окружење око банкомата, да не прихвата помоћ уколико је нуде или одустане од трансакције уколико га неко гура, посматра трансакцију или се сумњиво понаша
- Пошто је преузета картица, новац и извештај - пажљиво их је потребно одложити на сигурно место
- Уколико клијент уочи да је на банкомату било шта сумњиво (додата опрема за коју се чини да је накнадно инсталирана), потребно је да се одустане од трансакције и одмах обавести банку